# Mesocanthus discretus
Mesocanthus discretus är en mångfotingart som beskrevs av Filippo Silvestri 1919. Mesocanthus discretus ingår i släktet Mesocanthus och familjen trädgårdsjordkrypare. Inga underarter finns listade i Catalogue of Life.